# Austin Krajicek
Austin Krajicek (n. 16 iunie 1990) este un jucător de tenis american. Cea mai bună clasare a sa la dublu este locul 1 mondial, la 12 iunie 2023 iar la simplu numărul 94 mondial, la 26 octombrie 2015.
A devenit profesionist în 2012 și a debutat în top 100 la simplu în 2015, an în care a ajuns în sferturile de finală ale ATP 500 de la Tokyo și a trecut la nivel de Grand Slam ajungând în runda a doua la US Open. Krajicek a înregistrat mai mult succes la dublu și, după debutul său în top 100 în 2013, a câștigat unsprezece titluri de dublu în carieră pe Circuitul ATP. De când a colaborat cu Ivan Dodig în 2021, Krajicek a câștigat un titlu ATP 1000 la Monte-Carlo Masters 2023 și primul său titlu de Grand Slam la French Open 2023, victorie care l-a dus pe locul 1 mondial ATP în iunie 2023.